# Quản lý đầu tư
Quản lý đầu tư là việc quản lý tài sản chuyên nghiệp của nhiều loại tài sản khác nhau, bao gồm cổ phần, trái phiếu, bất động sản.... nhằm đáp ứng các mục tiêu đầu tư cụ thể vì lợi ích của nhà đầu tư. Các nhà đầu tư có thể là các tổ chức, chẳng hạn như công ty bảo hiểm, quỹ hưu trí, tập đoàn, tổ chức từ thiện, cơ sở giáo dục hoặc nhà đầu tư tư nhân, trực tiếp thông qua hợp đồng đầu tư hoặc phổ biến hơn, thông qua các chương trình đầu tư tập thể như quỹ tương hỗ, quỹ trao đổi hoặc REIT. Thuật ngữ quản lý tài sản thường được sử dụng để chỉ việc quản lý các quỹ đầu tư, trong khi thuật ngữ quản lý quỹ chung có thể đề cập đến tất cả các hình thức đầu tư tổ chức, cũng như quản lý đầu tư cho các nhà đầu tư tư nhân. Các nhà quản lý đầu tư chuyên về tư vấn hoặc quản lý bí mật thay mặt cho các nhà đầu tư tư nhân (thường là giàu có) thường có thể gọi các dịch vụ của họ là quản lý tiền bạc hoặc quản lý danh mục đầu tư thường trong ngữ cảnh của "ngân hàng cho cá nhân". Quản lý tài sản của các cố vấn tài chính có một cái nhìn tổng thể hơn về khách hàng, với việc phân bổ cho các chiến lược quản lý tài sản cụ thể. Thuật ngữ nhà quản lý quỹ, hoặc cố vấn đầu tư ở Hoa Kỳ, đề cập đến cả công ty cung cấp dịch vụ quản lý đầu tư và cá nhân chỉ đạo các quyết định quản lý quỹ.